# Jean-Pierre Sauvage
Jean-Pierre Sauvage (Paris, 21 de outubro de 1944) é um químico (química supramolecular) francês. É professor da Universidade de Estrasburgo. Foi laureado com o Nobel de Química de 2016, juntamente com Fraser Stoddart e Bernard Feringa, por seu trabalho em máquinas moleculares.
Em 1983 publicou uma das primeiras sínteses de um catenan.
Recebeu a Medalha e Dissertação Prelog e foi agraciado com a Grande Prémio Pierre Süe em 2004 pela Société chimique de France.
É membro da Académie des Sciences.